# Famille d'Hemricourt
 (juillet 2020).
La famille d'Hemricourt (également : d'Hemricourt de Grunne) est une famille noble belge.

## Histoire
À partir de 1648 au moins, les membres de cette famille faisaient partie des «États nobles» de Liège et, à partir de 1700, de ceux de Namur, sous le nom de famille d'origine de Mozet.
Nicolas de Mozet, Philippe-Antoine de Mozet, seigneur de Grunne et d'autres membres de la famille ont été élevés en 1747 par l'empereur Frans I Stefan dans la noblesse intitulée Comte de Grunne et du Saint Empire romain germanique, nommée d'après la gloire de Grunne qui est entré dans la famille par mariage au XVIe siècle. Conrard de Hemricourt, en revanche, reçut le titre de comte du Saint Empire romain germanique de Maximilien, électeur de Bavière en 1745,
En 1816, le petit-fils de Philippe-Antoine, Mathias Carloman d'Hemricourt de Grunne ( Dresde, 1769 - Eltville, 1853), est reconnu membre de la noblesse néerlandaise avec le titre de comte pour lui et pour tous ses descendants. Il a été inclus dans le titre de chevalier de la province de Namur. Il est resté fidèle aux Pays-Bas en 1830. Néanmoins, cette famille est restée principalement en Belgique après 1830 et est depuis lors membre de la noblesse belge, à l'exception de quelques membres qui se sont installés en Autriche et ont formé une branche familiale qui s'est éteinte au XXe siècle.

## Les bourgmestres
La famille a compté plusieurs bourgmestres :
- Eugène de Hemricourt de Grunne (Francfort-sur-le-Main, 25 avril 1823 - Bruxelles, 14 avril 1903), maire de Bauffe.
- Charles Arthur Philippe Ernest de Hemricourt de Grunne ( Liège, 15 novembre 1840 - Bruxelles, 25 août 1911), docteur en droit, sénateur, conseiller provincial du Limbourg, maire de Rutten. 
  - Léon de Hemricourt de Grunne ( Thieusies, 1873 - Tremezzo, 1927), conseiller provincial du Limbourg, maire de Rutten, membre du Conseil supérieur de la chasse. 
    - Philippe de Hemricourt de Grunne ( Horion-Hozémont, 1905 - Tongres, 1984), ingénieur des mines civiles, maire de Rutten, président de la Société des bibliophiles liégeois. 
      - Alexandre de Hemricourt de Grunne (° 1949), marié à la comtesse Consuelo von und Hoenbroech, ne devint pas bourgmestre, mais continua d'habiter au château des parents de Rutten.
      - Thierry de Hemricourt de Grunne (° 1959), marié à la comtesse Bénédicte d'Ursel de Bousies, fille de Michel d'Ursel, bourgmestre de Heks, acquit le château d'eau de Schoonbeek à Beverst .
- François de Hemricourt de Grunne (Bruxelles, 19 février 1850 - Denée, 10 octobre 1926), général, aide des ailes des rois Léopold II et Albert Ier, devenu bénédictin en 1920 à l'abbaye de Maredsous sous le nom de Dom Dominique. Le couple a eu neuf enfants. 
  - Charles François Prosper de Hemricourt de Grunne, dit Charles de Hemricourt de Grunne (Bruxelles, 1875 - Amiens, 1937), maire d'Aalter.
  - Eugène de Hemricourt de Grunne (Bruxelles, 23 décembre 1883 - Adegem, 26 mai 1940), maire de Wezembeek-Oppem (1926-1940), capitaine-commandant du 7e régiment de chasseurs à pied décédé pendant la campagne de dix-huit jours. 
    - Baudouin de Hemricourt de Grunne ( La Roche-en-Brenil, Côte-d'Or, 8 septembre 1917 - Wezembeek-Oppem, 9 décembre 2011 ), a été maire ininterrompu de Wezembeek-Oppem de 1947 à 1995. Sur le plan professionnel, il a été directeur général de l'Association des villes et communes belges. Pendant la guerre, il était actif dans la résistance en tant que chef adjoint du département de Socrates et membre de l'escadron Brumagne. Après la guerre, il était assistant de cabinet des ministres Camille Gutt, Albert Coppé et Jean Duvieusart. Il était plus loin : 
      - Membre du groupe La Relève et des Amis du Jeudi.
      - Président du Club alpin belge.
      - Président fondateur de l'organisation à but non lucratif La Croix du Sud (Afrique noire).
      - Président de l'organisation à but non lucratif Delphus.
      - Président de l'association Les amis du musée de Tervuren.
      - Membre du CPS .

  - Xavier de Hemricourt de Grunne (Rixensart, 11 juin 1894 - Gross Strehlitz, 4 juillet 1944), sénateur, maire de Wezembeek-Oppem (1920-1926). De Grunne est grièvement blessé et fait prisonnier de guerre dans les premiers jours de la Première Guerre mondiale, en août 1914. Il est resté en captivité pendant quatre ans. Il est devenu professeur de sociologie et explorateur en Afrique équatoriale (ascension du Rwenzori) après la guerre. Alpiniste accompli, il s'est souvent entraîné avec le roi Albert Ier et a dirigé les recherches à Marche-les-Dames au cours de la nuit de son accident mortel. Il fut élu sénateur de Rex mais se détourna de ce parti en 1936. Pendant la Seconde Guerre mondiale, il appartenait à la Résistance, avec son propre mouvement, La Phalange, puis au sein de l'Armée secrète. Il a été arrêté et est mort dans un camp de concentration allemand.

## Membre de la Justice
La famille a également fourni des membres à des services judiciaires tels que :
- Carloman de Hemricourt de Grunne (1769-1853), chambellan de l'empereur Frans II .
- Willem de Hemricourt de Grunne (1819-1894), chambellan de l'empereur d'Autriche.
- Alexandre de Hemricourt de Grunne (1814-1841), chambellan de l'empereur d'Autriche.
- François de Hemricourt de Grunne (1850-1926), général, aide des ailes des rois Léopold II et Albert Ier
- Guillaume de Hemricourt de Grunne (1888-1978), l'un des fils du général François de Hemricourt de Grunne, diplomate, grand maître de la maison de la reine Elisabeth .

## Résistance
La famille eut beaucoup d'officiers supérieurs.
En temps de guerre, en particulier pendant la Seconde Guerre mondiale, différents membres de la famille se sont distingués dans l'armée et dans la résistance. Parmi eux :
- Baudouin de Hemricourt de Grunne (1917-2011), chef adjoint du groupe de résistance Socrates et membre de l'escadron Brumagne (voir « maires »).
- Gérard-Emmanuel de Hemricourt de Grunne (1921-1951), opérateur radio et membre de l'escadron de Brumagne.
- Eugène de Hemricourt de Grunne (1883-1940), décédé à Adegem le 26 mai 1940.
- Rodolphe de Hemricourt de Grunne (1911-1941), pilote de chasse, abattu au dessus de la Manche le 21 mai 1941.
- Xavier de Hemricourt de Grunne (1894-1944) décédé dans le camp de concentration de Gross Strelitz le 4 juin 1944.
- Comtesse Xavier de Hemricourt de Grunne, née Anne de Meaux (1894-1980).

## Alpinistes
De nombreux membres de la famille se sont distingués comme alpinistes. Parmi eux :
- François-Xavier de Grunne a conquis le Rwenzori.
- Françoise de Grunne, fille de François-Xavier, née en 1927, a disparu le 15 septembre 1960 lors de l'ascension du Bilchhar Dobani (Pakistan).
- Baudouin de Grunne, président du Club Alpin Belge.